# Телесность
Человеческая телесность —  философско-антропологическое понятие, характеризующее психофизиологические, психосоматические, биоэнергетические проявления человеческого тела, характеризующиеся двигательной активностью, способностью понимать и интерпретировать тело, влиять на него, развивать и чувствовать сигналы.

## История понятия
Само слово «телесность» появилось в словарях русского языка сравнительно поздно, в первой половине XX века, в ходе обновления И. А. Бодуэном де Куртенэ, а затем и Д. Н. Ушаковым и С. И. Ожеговым «живого великорусского языка» В. И. Даля.  Так, помимо толкования «плоти», представляющей собой, по В. И. Далю, «тело животного и человека; все вещество, из коего состоит животное тело…» , была введена статья «тело» как таковая. Позже от этого слова было образовано прилагательное «телесный» – «причиняемый или причиненный телу, физический… земной, материальный», затем – производное от него существительное «телесность». Не получив конкретного толкования, «телесность», как правило, рассматривается как эквивалент «тварности», т. е. противоположность «духовности».

## Телесность в современных гуманитарных науках

### 1.1. Философский подход
Термин «телесность» обязан своим возникновением фрейдизму и связанных с ним философских течений. В рамках данной концепции «телесность» была противопоставлена понятию «духовность».
Дальнейшее внедрение в научный оборот данного понятия связано с учениями феноменологии и экзистенциализма. Так, тема телесности получила развитие в трудах основателя феноменологии Э. Гуссерля, который в антитезу «объективизму» ввел термин «жизненного мира» – мира живого телесного опыта, в корне отличного от мира, интерпретированного исходя лишь из научных положений. Небезынтересно, что схожее видение окружающей реальности существовало в древние времена. Согласно наблюдению А. Лосева, «…в античности бытие почти всегда мыслилось как живое тело, которое было не только чем-то внешним, но поскольку оно выражало только самое себя, оно было и чем-то внутренним».
Современными философами, в числе которых Ж.-Л. Нанси, признается важность «телесности» в процессе порождения смыслов. Более того, само тело человека фактически признается в качестве органа мышления. Еще П. Помпонацци утверждал, универсальность мышления связана с универсальностью действий человека в полноте его телесной организации . В современной философии именно тело рассматривается как основание смысла: пространственная категоризация окружающей действительности осуществляется человеком исходя из организации строения его тела.
Широкое обсуждение получила проблема отношений между телом и душой. В ранних исследованиях большинством философов самостоятельно существующим признавалось либо тело, либо душа, в то время как число теорий, отрицающих принципиальное различие души и тела, было невелико. Так, до Р. Декарта в европейской культуре тело представлялось оппозицией души и тела, которые имели разную природу и ценность. Как следствие, это исключало телесное начало из духовного процесса. Развитие техники аутопсии в медицине XVI-XVII веков было медленным из-за старого представления о психосоматическом единстве человеческого тела как божественного. Тем не менее, по мере утверждения техники аутопсии понятие смерти начало осмысляться заново. Теперь предполагалось, что не душа отходит от тела, а тело ломается подобно часам. Европа стала рассматривать тело как исключительно объект человеческой, а не божественного происхождения, машину, которую возможно улучшать и увеличивать время ее использования. Это стало причинами возникновения трансгуманизма, в рамках которой наблюдается стремление преобразовать биологические качества тела с помощью технологий и медицины.
Современная философия, напротив, имеет тенденцию к рассмотрению телесности как особого типа целостности человека, своего рода «неосознанный горизонт человеческого опыта, постоянно существующий до всякого определенного мышления».

### 1.2. Социокультурный подход
С культурно-исторической позиции телесность – культурное образование, не сводимое лишь к биологическому субстрату – телу, но культурно опосредованное и имеющее свой ход развития в онтогенезе. Так, формирование телесности обусловлено, с одной стороны, влиянием общества и установленных им культурно обусловленных эталонов и стандартов красоты, социальных установок и ожиданий, стереотипов. Иными словами, формирование самовосприятия преимущественно зависит от социальной оценки внешности индивида. С другой – самостоятельным осмыслением человеком своего тела и его критериев значимости. 

### 1.3. Психологический подход
Впервые использовал и дал толкование «телесного Я» в структуре психического американский философ и психолог У. Джеймс. Согласно его представлениям, Я как таковое включает два аспекта: Я-сознающее и Я-объект. Первое представляет собой рефлективное образование, чистый опыт. Второе – содержание этого опыта. На этом основании У. Джеймсом были выделены три элемента личности: «физическое Я» (тело человека), «социальное Я» (статус и социальные роли) и «духовное Я» (психические особенности человека в своей совокупности).
Согласно общим представлениям, сложившимся в психологии, понятие телесности связано с трансформацией или развитием определенных свойств и качеств личности, а также с видимыми телесными изменениями. Значимая роль отведена изучению проблемы искажения физического образа, роли телесного образа в возникновении психосоматических расстройств, в частности в расстройствах пищевого поведения, например анорексии и булимии. К тому же, нарушения телесности отражаются в искусственно вызываемых человеком расстройствах и всех видах самоповреждения.  По мере накопления нового телесного опыта человек, действительно, может сталкиваться с внутриличностными, межличностными и социальными конфликтами, что влечет за собой и изменение телесности, включая восприятие собственного тела, его образа и границ. По словам В. Летуновского, целостное присутствие человека в мире начинается с целостного присутствия в своем теле. В свою очередь, дистанцирование от собственного тела и рассмотрение его только как объекта манипуляций свидетельствует о психическом нездоровье и онтологической незащищенности человека.  Таким образом, представители как социокультурного, так и психологического подхода признают, что формирование телесности зависимо и от внешних, и от внутренних условий.

## Характеристики телесности
1. Телесность – особый продукт взаимодействия тела и духа.
2. Телесность – видимая и переживаемая часть души.
3. Формирование происходит с зачатия до смерти.
4. Образование телесности и ее состав сложны.
5. Телесность выражает иерархию смыслов в жизни человека, во главе которой стоит отношение к проблеме жизни и смерти.
6. Все составляющие телесности конгруэнтны и прорастают друг в друга. [11]

## Способности телесности
Телесность имеет несколько способностей. 
1. Способность поддерживать тонус.
2. Кинестетический интеллект, дающий возможность координироваться и размещаться в пространстве.
3. Ощущения, интерпретация, осознание и вербализация телесных сигналов.
4. Выражение через тело эмоций и считывание у других.
5. Опора на внутренние ощущения и телесную интуицию.
6. Развитие и сохранение тела здоровым, забота о тонусе.
7. Использование тела в качестве смыслового «резонатора» с физическим миром, миром ценностей, идей, смыслов, социальной средой. [12]